# 澳門電信業發展
澳門電信業在2000年6月之前主要是由澳門郵電司所監管。由於當年澳門特別行政區開放流動電話市場，並引入兩間新的流動電話營運商，故有需要設立一專責部門以監管電信行業的營運以維持公平競爭的營商環境。近年來，澳門電信市場經歷了幾個重大發展，包括開放流動電話市場、引入寬頻上網服務、引入CDMA網絡作漫遊跨域通訊用途、以及於2006年末開放3G牌照競投等。